# 巴塞爾公約

巴塞爾公約全称为《控制危险废料越境转移及其处置巴塞尔公约》（Basel Convention on the Control of Transboundary Movements of Hazardous Wastes and Their Disposal），於1989年草擬、1992年正式生效。它是一控制有害廢棄物越境轉移的國際公約。公約的主要目的為：
1. 減少有害廢棄物之產生，並避免跨國運送時造成的環境污染。
2. 提倡就地處理有害廢棄物，以減少跨國運送。
3. 妥善管理有害廢棄物之跨國運送，防止非法運送行為。
4. 提升有害廢棄物處理技術，促進無害環境管理之國際共識。

## 背景
1970年代，西方各國開始關注電子廢料和其餘有毒廢物帶來的健康隱憂，垃圾就地棄置的行为常遭到民眾強烈反對，於是各國開始將廢料輸出到環境法規相對寬松的發展中國家。但是到了1980年代，這種做法開始引發爭議，促成1989年通過《巴塞爾公約》以嚴格控制越境轉移。

### 管制範圍
公約的管制對象分為三部分：
1. 應嚴加管制的有害廢棄物
2. 管制家庭廢棄物以及其焚化後之灰燼
3. 有害特性認定準則

此三類管制方式係由該公約的技術工作組研商後，提交締約國大會通過。
在巴塞爾公約的管制下，所有有害廢棄物的越境轉移都必須得到進口國及出口國的同意才能進行。為了進一步的控制有害廢棄物的轉移問題，1995年通過了巴塞爾公約修訂案（又名巴塞爾禁令），禁止已發展國家向發展中國家輸出有害廢棄物。巴塞爾公約是有效控制有害物質毒害的重要國際公約，而且具國際法的效力。然而公約存有漏洞，例如凡能「循環再用」的電子垃圾等有毒廢料，均不屬監管範圍。巴塞爾公約也一直未把塑料廢料列為有害物質。巴塞爾公約也因不符合世貿組織一些條款而受到挑戰，甚至削弱其效力。
巴塞爾公約禁止締約國與非締約國進行有害廢棄物的貿易；巴塞爾公約定明締約國有權禁止有害廢棄物的進口；巴塞爾禁令禁止已發展國家與發展中國家之間的有害廢棄物貿易。這些保護環境的條款，在世貿組織的邏輯下很可能是設下貿易壁壘，又或對某些參與有害廢棄物貿易的國家出現不公平的待遇。
由于意識到巴塞爾公約有可能被世貿組織的條款所削弱，巴塞爾公約的秘書處已主動與世貿組織溝通，並要求以觀察員的身份出席世貿組織的會議。然而，巴塞爾公約的秘書處亦表明：「世貿組織就國際環境公約（包括巴塞爾公約）的談判對巴塞爾公約的影響仍然不明朗。」

## 締約國大會重要決議
締約國大會重要決議：
自1989年起至2008年九月，巴賽爾公約之締約會員陸續增加至170個國家以及一個國際組織（歐盟），期間共計召開過九次的締約國大會（Conference of Parties, COP），其重要決議如下：
第一次締約國大會（COP1）：
於1992年12月在烏拉圭召開，此次大會確認了公約未來的發展方向，要求工業化國家禁止將有害廢棄物運送至開發中國家，並禁止經濟共同開發組織（OECD）國家把有害廢棄物運至非OECD國家。
第二次締約國大會（COP2）：
於1994年3月在瑞士日內瓦召開，共做出27項決議。其中最重要的是12號決議，正式禁止OECD國家將有害廢棄物運至非OECD國家作最終處理；至於OECD國家運至非OECD國家作回收或再利用者，則應於1997年底以前完全禁止。
第三次締約國大會（COP3）：
於1995年9月在瑞士日內瓦召開，會中達成第11號決議，將COP2中之非強制性禁令修改為強制性禁令，使其成為具有法律約束力的第4A條規定。
第四次締約國大會（COP4）：
於1998年2月在馬來西亞召開，會中通過技術工作組所擬定之廢棄物項目清單A及清單B。此決議係作為各締約國執行公約第三之一號決議之依據，即自1997年12月31日起，禁止將清單A所列之有害廢棄物，自附件七所列之國家（包括OECD國家、歐盟國家以及列支敦士登等國），輸出到附件七以外的國家。並強烈要求各締約國儘早執行公約第三之一決議，在各締約國未執行第三之一號決議以前，不修改附件七之內容。有關核廢料之管理，仍依造國際原子能委員會管制方式管理，不與巴賽爾公約內容相互重疊。
第五次締約國大會（COP5）：
於1999年12月在瑞士日內瓦召開，會中通過並公布「關於無害環境管理的宣言草案和決議草案」、「關於危險廢棄物越境轉移以及其處置所造成損害的責任與賠償問題議定書」、「2000年至2002年宣言與決議的執行之優先活動表」等多項決議。其中「關於危險廢棄物越境轉移以及其處置所造成損害的責任與賠償問題議定書」提供了緊急協助以及傷害補償，但部分國家對於賠償金額上限與計算方式仍有意見，同時需要二十個締約國批准後方可生效。
第六次締約國大會（COP6）：
2002年12月在瑞士日內瓦召開，會中通過於塞內加爾、南太平洋、阿拉伯地區分別設立訓練與技術移轉之區域中心，另外並通過通過了「促進締約國遵守公約之執行機制」（一般簡稱遵約機制），其次大會也通過了公約秘書處所提出的「巴塞爾公約十年發展策略」，並通過「區域中心之法律定位文件」，使區域中心之功能明確並具適法性。本次大會也通過了「非法運送綱領」草案、「生化及醫療廢棄物環境無害管理技術綱領」、「塑膠廢棄物及其處理環境無害管理技術綱領」、「廢鉛酸電池環境無害管理技術綱領」、「整體及部分拆船環境無害管理技術綱領」等多項文件。
第七次締約國大會（COP7）：
2004年10月25日在瑞士日內瓦召開，本次大會通過了宣示公約範圍擴大至廢棄物的產出，整體管理與處理處置，不單侷限於廢棄物之越境轉移。在拆船議題上，正式承認廢船上含有眾多屬於巴塞爾公約管制之有害廢棄物，執行細節與法律規範將持續與相關國際組織作協調。
第八次締約國大會（COP8）：
於2006年11月27日在肯亞奈若比召開，鑒於大量的電子產品更新週期越來越短，電子廢棄物多達每年五千萬噸，故本次大會重點議題即在探討不斷增多的電子廢棄物（e-waste)處理與管理策略。最後大會除作出數項決議外，並發表宣言如下：
1. 提升電子廢棄物清潔生產技術、綠色設計以及減少電子產品的有害物質含量。
2. 鼓勵已開發國家將技術轉移給開發中國家，國家、區域以及國際間的電子廢棄物無害化管理之行動；支持巴賽爾公約的夥伴關係計畫。
3. 經由建立國家政策、法律以及嚴格執行，改善廢棄物的管理。
4. 防止電子廢棄物非法運輸。

第九次締約國大會（COP9）：
於2008年6月23日在印尼巴里島召開，會中通過手機技術準則（包括綠色設計、回收、再使用、再利用以及越境轉移管理），另外則宣佈電腦夥伴計畫正式成立。
第十二次締約國大會（COP12）：
聯合國環境署巴塞爾公約、鹿特丹公約及斯德哥爾摩公約聯合秘書處，於西元2015年5月4日至5月15日在瑞士日內瓦召開「巴塞爾第12次、鹿特丹第7次及斯德哥爾摩第7次三公約聯合締約國」大會。 
本屆大會會議重點包括： 
1. 卡塔基納廢棄物預防宣言
2. 舊廢電子廢棄物越境轉移技術指引─區隔廢棄物及非廢棄物（草案）
3. 國家報告
4. 法律用語明確性
5. 2016至2017年工作計畫

第十四次締約國大會（COP14）：
2019年5月10日在瑞士日內瓦召開，大会旨在控制有害廢棄物越境轉移及其處置，修正案由日本與挪威聯合提出。修正案規定的有害廢棄物，禁止未獲加入公約的對方國家同意就進行出口。締約國被要求把塑料垃圾的產生縮減到最小限度，儘可能在國內處理。廢塑料國際貿易主要出口國美國，1990年雖已簽署「巴塞爾公約」，但至今未批准，因此十日無權表決，但已表態反對這項協議。

## 外部連結
- 官方網站 （页面存档备份，存于）
- 行政院環保署巴塞爾公約資訊網站首頁

1. ↑  .   [2019-05-13]. （原始内容存档于2019-05-13）.